# Statuenmenhir von Gallmersgarten

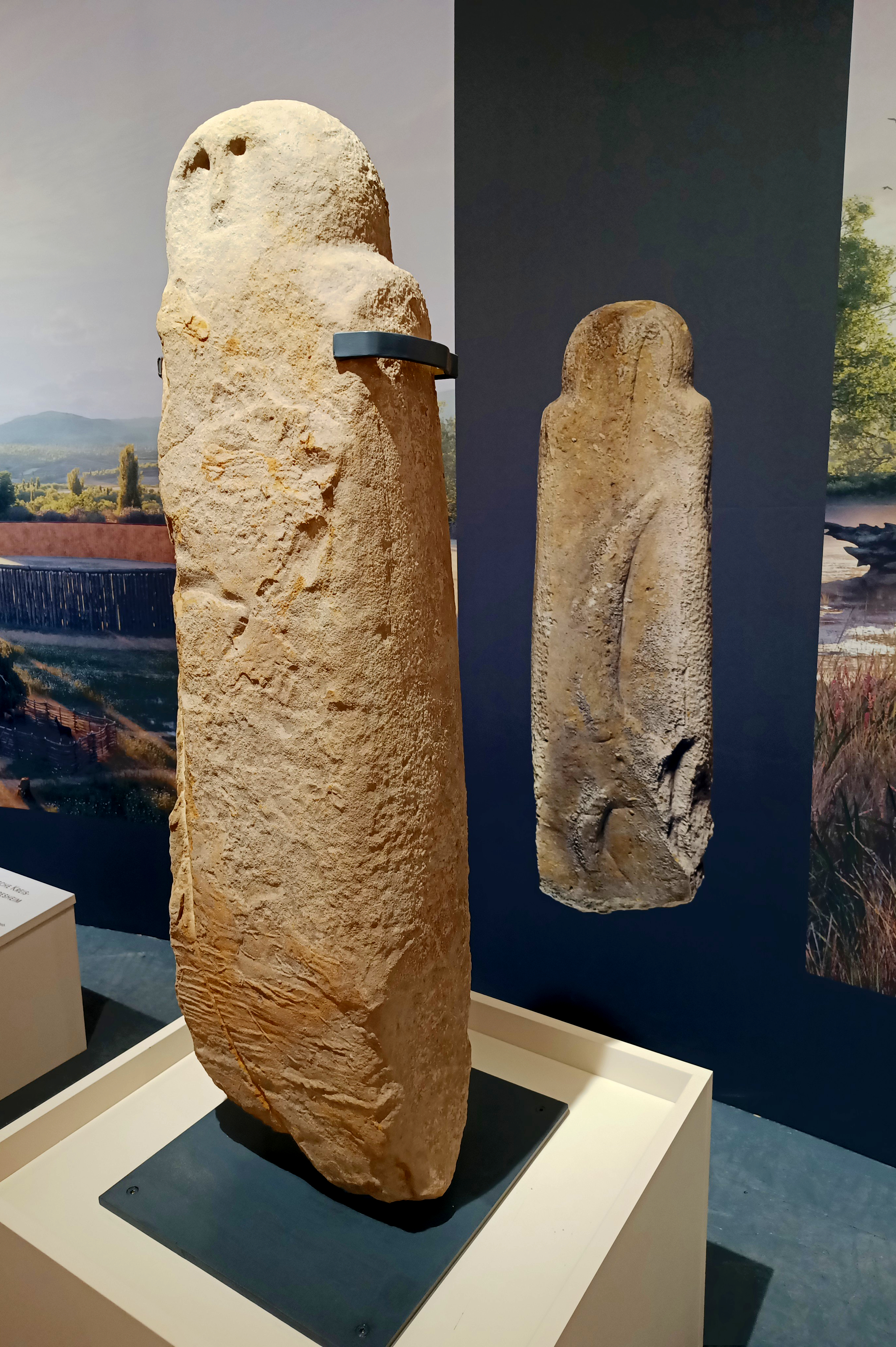
Der Statuenmenhir von Gallmersgarten im Halbprofil mit Abbildung der Rückseite auf der Fotowand

Der Statuenmenhir von Gallmersgarten (auch: Menhir von Gallmersgarten oder Statue von Gallmersgarten) ist eine vollplastisch ausgearbeitete etwa 110 cm hohe Stele in Menschenform aus der Jungsteinzeit, die 2014 bei Straßenbauarbeiten in der Gemeinde Gallmersgarten im Landkreis Neustadt an der Aisch-Bad Windsheim in Bayern, entdeckt wurde und gilt als älteste bekannte Statue Bayerns. Der Statuenmenhir von Gallmersgarten befindet sich im Gollachgaumuseum in Uffenheim.

## Beschtreibung
Die Sandsteinstele aus einem walzenförmigen Block von 110 cm Länge zeigt eine halbrunde Kopfpartie mit klar abgesetzten Schultern und ein reduziert gestaltetes Antlitz. Der Kopf ist halbrund mit einem stark abstrahierten Gesicht, markanter Nase und tief eingearbeiteten Augen. Aus der Rückseite ragen plastisch modellierte, mondsichel- oder hörnerförmige Objekte.

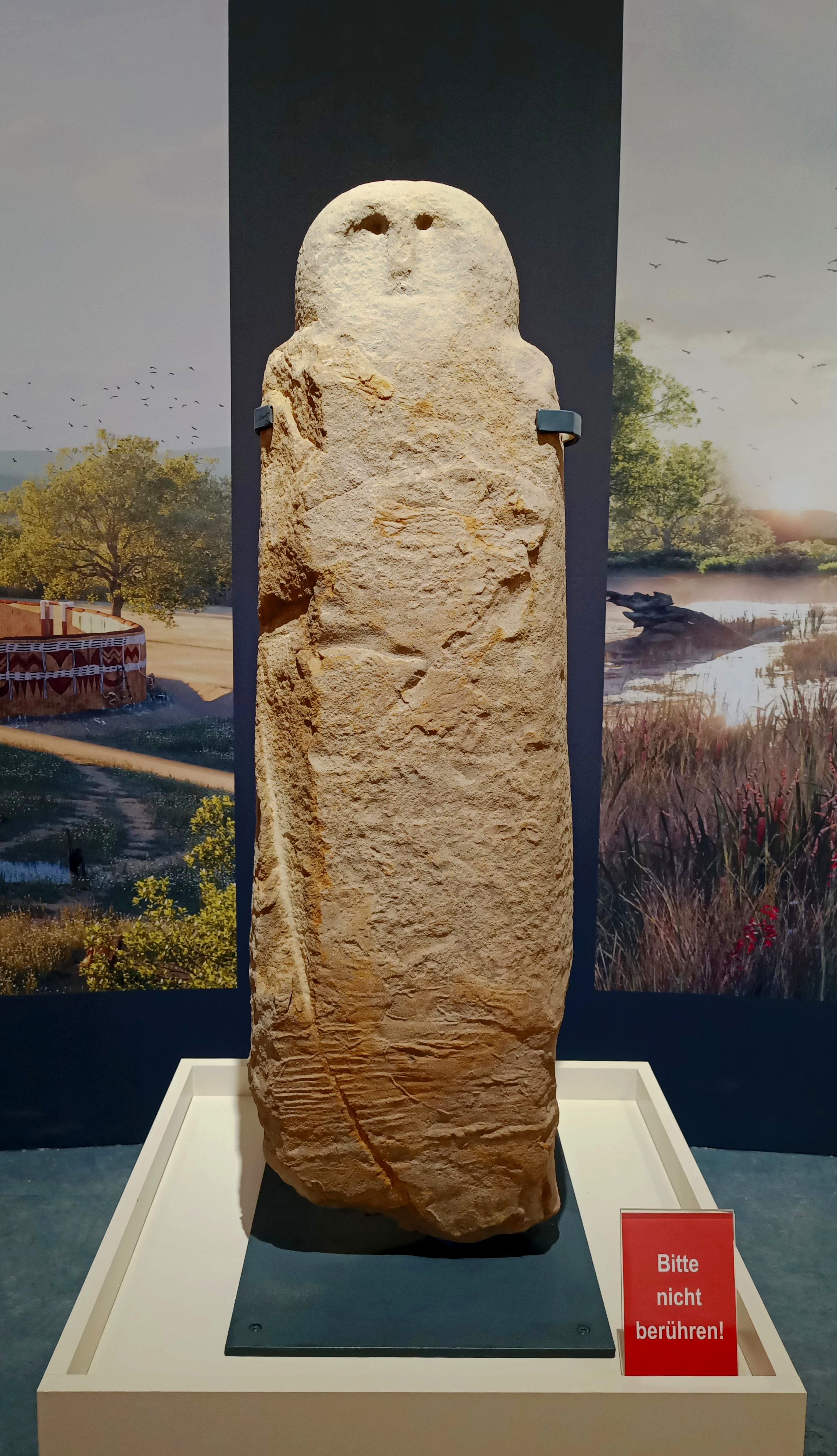
Frontansicht
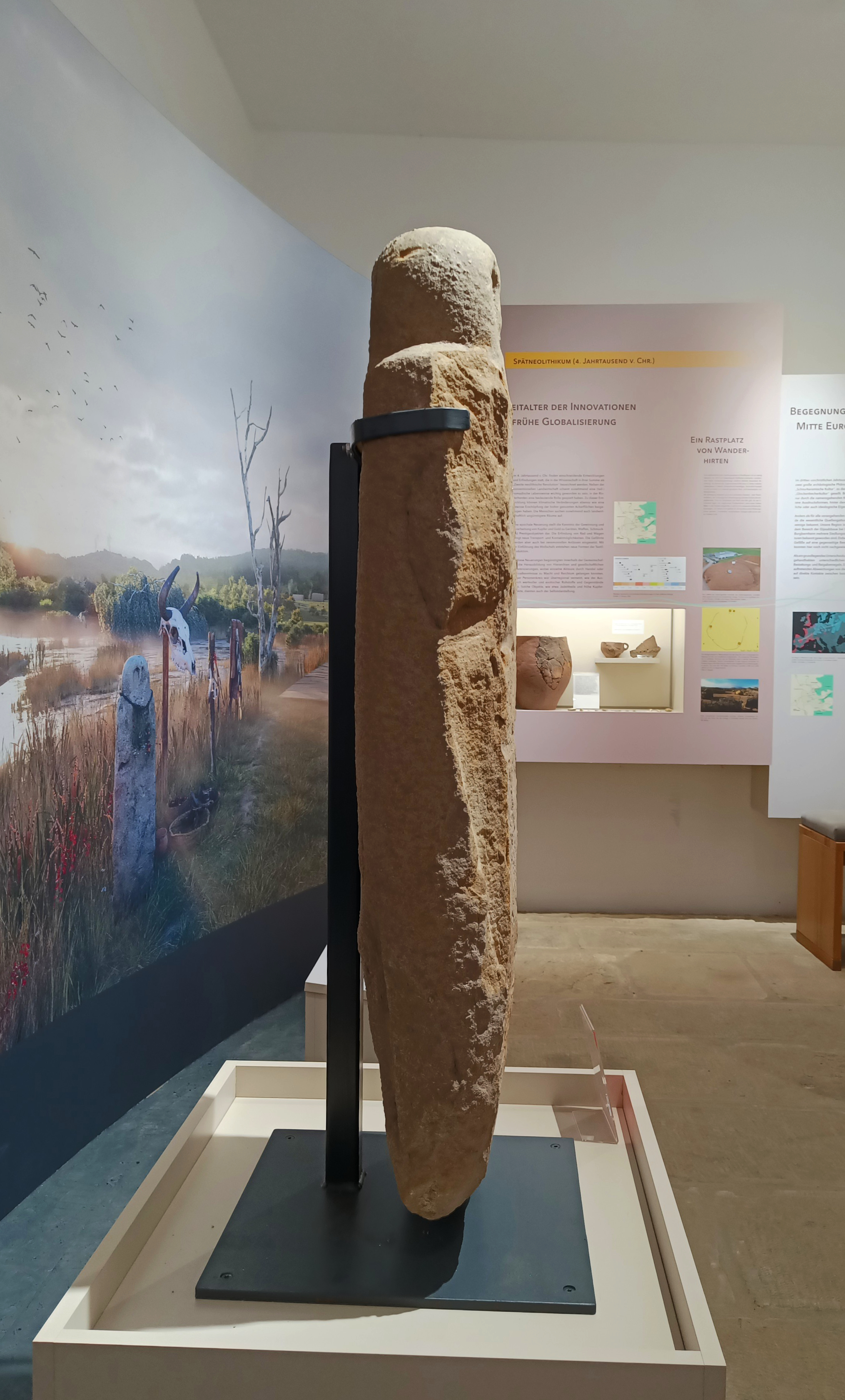
Statue im linken Profil

## Fund

Lage

Der Fundort liegt in der Windsheimer Bucht, einer archäologisch ergiebigen Landschaft und die Fundstelle selbst in einem Bereich mit Siedlungsresten der Stein-, Bronze- und Latènezeit.
Die Stele wurde von Grabungstechniker Felix Wagner des Bayerischen Landesamtes für Denkmalpflege durch Zufall auf seiner abendlichen Heimfahrt entdeckt, als er an der Straßenbaustelle vorbeifuhr und diese außerplanmäßig inspizierte. Die Sandsteinstele lag neben einem ausgebaggerten Kanalgraben, wo der Baggerfahrer sie abgelegt hatte, der sie Gartendekoration verwenden wollte. Die Figur soll in etwa 1,5 m Tiefe schräg im Boden gesteckt haben. Eine anschließende archäologische Untersuchung ergab, dass der Fundplatz so stark gestört war, dass Standspuren nicht mehr feststellbar und eine stratigrafische Anbindung nicht mehr möglich waren. Neben der Fundstelle angelegte Grabungsschnitte weisen auf die mehrfache Nutzung des Platzes bis in die Spätlatènezeit hin.
2018 bis 2019 wurde die Stele in der Sonderausstellung „Bewegte Zeiten. Archäologie in Deutschland“ im Berliner Martin-Gropius-Bau gezeigt und ist seit Oktober 2024 das zentrale Objekt der Dauerausstellung „Im Herzen Europas. Der Gollachgau und seine Umgebung als Treffpunkt jungsteinzeitlicher Kulturen“ im Gollachgaumuseum in der Oberamtskanzlei in Uffenheim. An der Fundstelle, an der von der Bundesstraße 470 abzweigenden Straße An der Wolben wurde eine von einem örtlichen Steinmetz angefertigte Nachbildung des Statuenmenhirs samt Informationstafel aufgestellt.

Fundort: 49° 27′ 10″ N, 10° 17′ 0,3″ O

## Einordnung
Insbesondere das maskenartig hufeisenförmige, in Negativtechnik ausgearbeitete Gesicht der Figur kann in die Gruppe der anthropomorphen Menhirstatuen Okzitaniens und des nord-mittel italienischen Raumes bis nach Korsika und Sardinien eingereiht werden. Im nordalpinen Gebiet sind die Arme, Gesichter oder andere Attribute meist in Ritz- oder Picktechnik verrichtet. Ähnlichkeiten mit spätneolithischen Menhiren des Mittelelb-Saale-Gebietes (Sachsen-Anhalt) weist auch der so genannte „Ebracher Götze“ auf, wie die tief liegenden, kreisförmigen Augen und ein schweres im Relief herausgearbeitetes Halsband (vgl. Megalithkultur in Sachsen-Anhalt).
Im Gegensatz dazu wird den so genannten Bamberger Götzen überwiegend nur ein vorromanisches Alter attestiert. Die Einstufung dieser 1858 in Gaustadt bei Bamberg im Schwemmsand der Regnitz gefundenen Skulpturen wird nach wie vor kontrovers diskutiert, da eine radiometrische Altersbestimmung am Gestein selbst nicht möglich ist.